# The BADDEST
『the BADDEST』（ザ・バデスト）は、久保田利伸のベスト・アルバム。1989年10月8日発売。発売元はCBS・ソニー（現・ソニー・ミュージックレコーズ）。

## 概要
1986年6月のデビューから『You were mine』（1988年2月）迄の楽曲よりシングル曲を中心に集めた初のベストアルバム。当時の久保田のバックバンド、杉山卓夫＆MOTHER EARTHとのレコーディング曲のみ限定選曲。
初回限定盤は特製BOXパッケージ・ポストカード・ブックレット付。
全編ニュー・リミックス。一部リテイクをプリンスのペイズリー・パークスタジオでレコーディング。全12曲中、半分がオリジナル・アルバム未収録。
『Oh, What A Night!』は「キリン・メッツ」のCM用として作られ、最初はCD化の予定がなく、キリン・メッツのプレゼント用でカセットテープとして制作されたのみだったが、CD化の要望が多く、本作で初CD化。ただし、CMバージョンと、当収録バージョンは異なる。
2009年9月2日、SME RecordsからBlu-spec CD仕様の完全限定生産盤がリリース。『流星のサドル』はブリヂストン「INTER CITY」のCM曲として使用された。
発売当時、JRと当時の帝都高速度交通営団（営団地下鉄）に車内吊りポスターを掲示するプロモーションを行った。1990年1月末時点で、レコード会社発表の出荷枚数は170万枚。

## 収録曲
| #         | タイトル                   | 作詞       | 作曲                 | 編曲                                 | 時間  |
| --------- | -------------------------- | ---------- | -------------------- | ------------------------------------ | ----- |
| 1.        | 「TIMEシャワーに射たれて」 | 川村真澄   | 久保田利伸           | 杉山卓夫・久保田利伸・ANOTHER STAR   | 7:01  |
| 2.        | 「流星のサドル」           | 川村真澄   | 久保田利伸           | 武部聡志                             | 4:26  |
| 3.        | 「Oh, What A Night!」      | 川村真澄   | 久保田利伸           | 杉山卓夫 & MOTHER EARTH & Rod Antoon | 4:18  |
| 4.        | 「Missing」                | 久保田利伸 | 久保田利伸           | 杉山卓夫                             | 4:53  |
| 5.        | 「You were mine」          | 川村真澄   | 久保田利伸・羽田一郎 | 杉山卓夫 & MOTHER EARTH              | 4:47  |
| 6.        | 「一途な夜、無傷な朝」     | 川村真澄   | 久保田利伸           | 杉山卓夫                             | 4:11  |
| 7.        | 「GODDESS〜新しい女神〜」  | 川村真澄   | 久保田利伸           | 杉山卓夫                             | 4:33  |
| 8.        | 「PSYCHIC BEAT」           | 久保田利伸 | 久保田利伸           | 杉山卓夫 & MOTHER EARTH              | 4:33  |
| 9.        | 「永遠の翼」               | 久保田利伸 | 久保田利伸           | 杉山卓夫 & MOTHER EARTH              | 4:56  |
| 10.       | 「Olympicは火の車」        | 川村真澄   | 久保田利伸・羽田一郎 | 杉山卓夫                             | 4:14  |
| 11.       | 「TAWAWAヒットパレード」   | 川村真澄   | 久保田利伸           | MOTHER EARTH                         | 6:47  |
| 12.       | 「CRY ON YOUR SMILE」      | 川村真澄   | 久保田利伸           | 杉山卓夫                             | 5:10  |
| 合計時間: | 合計時間:                  | 合計時間:  | 合計時間:            | 合計時間:                            | 60:05 |

## 演奏
- 久保田利伸：All Vocals & Background Vocals
- 杉山卓夫：All Keyboards
- 柿崎洋一郎：Keyboards (#7.9.11)
- Rod Antoon：Keyboards (#3.8.11)
- 武部聡志：Keyboards (#2)
- 羽田一郎：Electric Guitars (#1.3.4.6-12)
- 山岸潤史：Electric Guitars (#5)
- 鳥山雄司：Electric Guitars (#2)
- 中村キタロー：Electric Bass & Synth. Bass
- 江口信夫：Drums (#1.2.3.4.6-12)
- 山木秀夫：Drums (#5)
- 木村誠：Percussion (#1.2.5-9.11.12)
- Cindy：Background Vocals (#9.11)
- Chaka：Background Vocals (#1)
- AMAZONS：Background Vocals (#11)
- Fonzi Thornton, Deborah Bird：Background Vocals (#3)
- 大竹徹夫、伯耆弘徳、山中雅文：Synthesizer Programming
- Sound of Blackness (Elizabeth Turner, Ann Nesby, Carrie Harrington, Patricia Lacy, Otis "OJ" Montgomery, Terrence Frierson)：Background Vocals (#1)
- Gary Hines：Conductor (#1)
- Jesse Johnson：Electric Guitar (#2.8)
- Dr. Funk：Keyboards Solo (#9)